# صبيان وبنات (فلم)
صبيان وبنات هو فيلم مصري عرض عام 1965، بطولة يحيى شاهين وناهد شريف وأحمد رمزي وحسن يوسف ومديحة سالم ونوال أبو الفتوح، ومن تأليف وإخراج حسين حلمي المهندس.

## قصة الفيلم
مجدي صحفي ناجح لكنه رجل خجول، ولذا فهو غير موفق في حبه، حيث لا تشعر به جارته زينب، التي تحب بدورها شابًا يدعى سعيد، اعتاد على مخادعة البنات، فهو عشيق لزوجة والد زينب، يلف سعيد شباكه حول زينب، ويقنعها أنه يحبها، ثم يقوم بالاعتداء عليها، ولكن الأب حامد يرتاب في سعيد، فيتبعه، وينقذ ابنته من بين براثن سعيد، تقوم مشاجرة حامية بين حامد وسعيد، تنتهي بوفاة الشاب على يد والد زينب، يتم القبض عليه، وتتم محاكمته، يسعى الصحفي مجدي إلى الدفاع عن حامد لتخفيف العقوبة الموقعة عليه .

## طاقم التمثيل
- يحيى شاهين: (حامد)
- ناهد شريف: (زينب)
- أحمد رمزي: (سعيد)
- حسن يوسف: (مجدي)
- مديحة سالم: (عزة)
- نوال أبو الفتوح: (سهير)
- سهير المرشدي
- ميمي شكيب: (والدة سهير)
- عبد الخالق صالح
- سلوى محمود
- علية عبد المنعم
- نبيل الزقزوقي: (الطفل علي)
- رفعت عزو: (طفل)
- منير التوني
- فيفي يوسف
- حسين إسماعيل
- إبراهيم خورشيد
- عبد العظيم شعلان
- لوسي صادق

## فريق العمل
- إخراج: حسين حلمي المهندس
- تأليف: حسين حلمي المهندس
- مدير التصوير: فيكتور أنطون
- مونتاج: حسين أحمد
- موسيقى تصويرية: فؤاد الظاهري
- إنتاج: بسنت فيلم (أديب جابر)
- توزيع داخلي: دينار فيلم
- توزيع خارجي: نيوستار فيلم (فريد شوقي)

## روابط خارجية
- صبيان وبنات على موقع IMDb (الإنجليزية)
- صبيان وبنات على موقع قاعدة بيانات الفيلم (الإنجليزية)
- صبيان وبنات على موقع كينوبويسك (الروسية)